# 黃紹箕

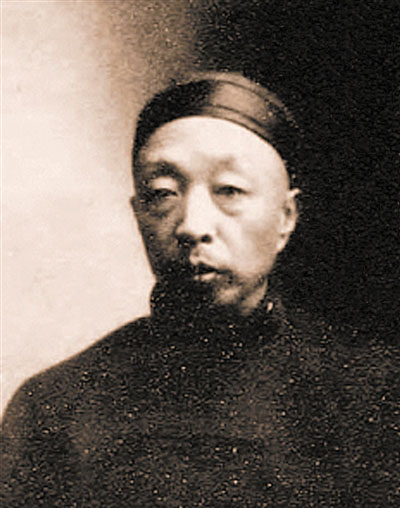

黃紹箕（1854年—1908年），字仲弢，號漫庵，浙江瑞安人，清朝末期政治人物。

## 生平
其父黃體芳與張之洞是同榜進士。紹箕於光緒五年（1879年）中舉人，光緒六年參加會試，殿試得二甲第六名進士，同年五月，改翰林院庶吉士。光緒九年四月，散館，授翰林院編修，歷任會館編纂修提調、京師大學堂總辦、編書局譯學館監督、湖北提學使等職。與孫詒讓交厚，人稱“二仲先生”
。
在政治上黃紹箕主張變革維新，與維新派首領康有為交往甚密，常同黃遵憲、張謇等人抨擊時弊。1895年京師「強學會」成立，黃紹箕積極響應。
戊戌变法期间，黄在当年六月七日以翰林院侍讲身份代呈湖广总督张之洞所著《劝学篇》。
黄曾作为湖广总督张之洞的幕僚之一提供意见参与其在1901年（光绪廿七年）形成《江楚会奏变法三折》的初稿。
1906年率領各省提學使去日本考察教育，回國後不久卒於任上，湖北學界送殯者達千多人。日本學界推尊其為「仲尼後一人」。其墓坐落在今瑞安市潘岱街道蓋竹村。著有《汉书艺文志辑略》、《楚辞补注》。